# Teshig
Teshig (tiếng Mông Cổ: Тэшиг) là một sum của tỉnh Bulgan ở miền bắc Mông Cổ. Vào năm 2009, dân số của sum là 3.514 người.

## Địa lý
Sum có diện tích khoảng 7.620 km2. Trung tâm sum, Teshig, nằm cách tỉnh lỵ Bulgan 246 km và thủ đô Ulaanbaatar 585 km.

### Khí hậu
Selenge có khí hậu cận Bắc Cực. Nhiệt độ trung bình hàng năm ở khu vực này là 1 °C. Tháng ấm nhất là tháng 6, khi nhiệt độ trung bình là 20 °C và lạnh nhất là tháng 12, với -22 °C. Lượng mưa trung bình hàng năm là 479 mm. Tháng nhiều mưa nhất là tháng 8, với lượng mưa trung bình 111 mm và khô nhất là tháng 2, với lượng mưa 2 mm.

## Kinh tế
Sum có một trường học, bệnh viện, cơ sở du lịch và khu dịch vụ.